# Torymus verbasci
Torymus verbasci är en stekelart som beskrevs av Ruschka 1921. Torymus verbasci ingår i släktet Torymus och familjen gallglanssteklar. Inga underarter finns listade i Catalogue of Life.